# Pteropus mariannus
Pteropus mariannus (Крилан маріанський) — вид рукокрилих, родини Криланових.

## Поширення, поведінка
Країни поширення: Гуам, Японія — Острови Рюкю, Мікронезія, Північні Маріанські острови. Населяє тропічні ліси, мангрові ліси. Вид середнього розміру кажан, яка важить 270 - 500 г, і має передпліччя довжиною від 13,4 до 15,6 см. Самці виду трохи більші за розміром, ніж самиці. Їх черевце пофарбоване в кольори від чорного до коричневого, а також мають сиве волосся. Шия яскраво-коричневого до золотисто-коричневого кольору, а голова варіюється від коричневого до чорного. Їхні вуха округлі і великі очі, даючи їм особливості псів.

## Охоронний статус
Втрата середовища проживання привела цей вид в стан, що знаходяться під загрозою зникнення і занесений в список зникаючих видів риби та дичини США. Браконьєри і мисливці, інші тварини-хижаки і природні причини призвели до занепаду. В даний час чисельність невідома, але є одна відома популяція на Рітідіані на острові Гуам. 

## Підвиди
Pteropus mariannus має три підвиди: 
- P. м. mariannus
- P. м. paganensis
- P. м. ulthiensis